# Gerard II d'Alvèrnia
Gerard II d'Alvèrnia fou un suposat comte d'Alvèrnia fill de Gerard I d'Alvèrnia. En algunes genealogies se l'identifica amb el pare de Gerald (Gueraud) o Guerau d'Orlhac, fundador de l'abadia d'Orlhac (Aurillac) i sant. Com a data de la seva mort s'esmenten el 879 i el 892.
A la mort de Bernat I d'Alvèrnia (i del seu fill Guerí II d'Alvèrnia), la successió hauria passat al seu suposat cosí Gerard II en oposició a Bernat Plantapilosa casat amb la germana de Guerí II, Ermengarda. Hauria estat destituït vers el 872 any en què Carles el Calb, per reforçar la posició del seu fill Lluís el Tartamut rei d'Aquitània, va nomenar Bosó de Provença (que era oncle per part de mare de Lluís) conseller i cambrer d'Aquitània, i li va concedir el comtat de Bourges o Berry i el d'Alvèrnia. El 876 Bosó fou nomenat virrei d'Itàlia i llavors el rei hauria investit a Bernat Platapilosa com a comte d'Alvèrnia. Gerard II hauria estat comte al Llemosí fins a la seva mort.